# Natalia Karimova
Natalia Valerievna Karimova –em russo, Наталья Валерьевна Каримова– (Rostov do Don, 28 de fevereiro de 1974) é uma desportista russa que competiu no ciclismo na modalidade de pista, especialista nas provas de perseguição individual e pontuação.
Ganhou duas medalhas no Campeonato Mundial de Ciclismo em Pista de 1997 e uma medalha de bronze no Campeonato Europeu de Omnium de 2002.

## Medalheiro internacional
| Campeonato Mundial | Campeonato Mundial  | Campeonato Mundial | Campeonato Mundial     |
| Ano                | Lugar               | Medalha            | Competição             |
| ------------------ | ------------------- | ------------------ | ---------------------- |
| 1997               | Perth ( Austrália)  | Medalha de ouro    | Pontuação              |
| 1997               | Perth ( Austrália)  | Medalha de prata   | Perseguição individual |
| Campeonato Europeu |                     |                    |                        |
| Ano                | Lugar               | Medalha            | Competição             |
| 2002               | Büttgen ( Alemanha) | Medalha de bronze  | Omnium                 |